# نهضت مقاومت ملی
نهضت مقاومت ملی ایران جنبشی بود که بعد از کودتای ۲۸ مرداد ۱۳۳۲ آغاز شد و تا ۳۰ تیر ۱۳۳۹ (ایجاد جبهه ملی دوم) ادامه یافت.
پس از کودتای ۲۸ مرداد ۱۳۳۲ و دستگیری رهبران وفادار به مصدق فعالیت جبهه ملی ایران متوقف شد و بعضی از فعالان آن جبهه با تشکیل نهضت مقاومت ملی به مبارزه با حکومت ادامه دادند. هدف از این جنبش دفاع از دستاوردهای نهضت ملی شدن صنعت نفت ایران در برابر دولت‌های مستقر شده پس از سقوط دولت ملی محمد مصدق بود. در شب بعد از کودتا حزب مردم ایران جلسه‌ای تشکیل می‌دهد و از محمد مصدق اعلام پشتیبانی می‌کند. ایدهٔ اولیه ایجاد تشکلی برای مقابله با کودتا به ذهن محمد نخشب رسید و با مذاکراتی که با سید رضا زنجانی با حضور حسین شاه‌حسینی، ابراهیم کریم‌آبادی و صادق فیضی شد، توانستند قدم‌های نخست را در شرایط خفقان بعد از کودتا محکم و استوار بردارند. هسته اولیه تشکیل‌دهنده نهضت مقاومت ملی شامل محمد نخشب، حسین شاه‌حسینی، سید رضا زنجانی، ابراهیم کریم‌آبادی، صادق فیضی، منشور گرکانی و میرزا علی‌اکبرخان صحت بودند.

## اولین حرکت نهضت
پس از موافقت سید رضا زنجانی بیش از ۲۰۰ نسخه اعلامیه دست‌نویس با عنوان «نهضت ادامه دارد» تهیه و شبانه توسط سید رضا زنجانی، حسین شاه‌حسینی و عباس رادنیا در بازار، خیابان شاپور و فرعی‌های خیابان فرهنگ پخش شد.
چند روز بعد سید رضا زنجانی از نمایندگان احزاب سیاسی درخواست نمود تا در جلسه‌ای در منزل وی شرکت نمایند. در آن جلسه، برای دعوت از نمایندگان مورد اعتماد احزاب و گروه‌های ملی و مذهبی، برای عضویت در سازمان جدید، مذاکره و تبادل نظر شد. در این جلسه، محمد نخشب (حزب مردم ایران)، خرگامی (نماینده حزب ایران)، عظیما (حزب ملت ایران)، حسن قاسمیه، مهدی بازرگان، حسین شاه‌حسینی، یدالله سحابی، ناصر صدر الحفاظی و احمد توانگر، مهندس وفایی حضور داشتند در این جلسه به پیشنهاد ناصر صدر الحفاظی نام نهضت مقاومت ملی بر آن نهاده شد.
در روزهای بعد به درخواست حاج سید رضا زنجانی نظر حقوقی نهضت توسط عبدالله معظمی تنظیم شده و، در منزل سیدرضا زنجانی به تصویب اکثریت اعضا می‌رسد. نهضت مقاومت ملی در روزهای بعد توانست با بررسی و تحلیل رویدادهای پیش و پس از کودتای ۲۵ مرداد و نیز روزهای سرنوشت ساز بین ۲۵ تا ۲۸ مرداد ۱۳۳۲، و درک علل شکست نیروهای ملی در کودتای انگلیسی - آمریکایی، قدرت و امکانات خود را برای مبارزه به‌درستی ارزیابی نماید. این سازمان اعتقاد داشت که استراتژی استعمارگران در زمینه اجرای کودتا مبتنی بر اهداف زیر می‌باشد:
1. اهداف کوتاه مدت براندازی دولت محمد مصدق، بازگردانیدن محمدرضا شاه و دوام سلطنت، تضمین سلطه آمریکا و انگلستان و تصویب قرارداد کنسرسیوم.
2. اهداف دراز مدت سرکوب نهضت ملی ایران و ریشه کن ساختن آن به نحوی که تجربه ایران در هیچ کشور صادرکننده نفت تکرار نشود تا منافع اقتصادی و استراتژیک نفت در آینده مورد مخاطره قرار نگیرد.

تعدادی از فعالان جوان جبهه ملی در سازمان مخفی و نوبنیاد نهضت مقاومت ملی با همگامی اعضای حزب مردم ایران (نخشب) عضویت داشتند و پس از اندک مدتی حزب ایران و حزب پان ایرانیست بدان پیوستند و نمایندگان احزاب ملی (حزب ایران، حزب مردم ایران، حزب ملت ایران و حزب سوسیالیست به رهبری محمدعلی خنجی و مسعود حجازی و غلامرضا تختی و نمایندگان بازار و دانشگاه تهران اعضای کمیته مرکزی را انتخاب کرده و سپس ساختار تشکیلاتی نهضت را به تصویب رسانید.
این نهضت که در برنامه‌های تبلیغاتی خود پیروی از راه مصدق و آرمان‌های او را عامل تعیین‌کننده اتحاد و همبستگی مردم در جهت ادامه مبارزه علیه رژیم کودتا می‌دانست اهدافش را به شرح زیر اعلام نمود:
- ادامه نهضت ملی و اعاده حیثیت استقلال ایران و برقراری حکومت ملی
- مبارزه با حکومت‌های دست نشانده خارجی اعم از انگلیس و روس و آمریکا و عمال فساد

## فعالیت‌های نهضت مقاومت ملی ایران

### اقدامات عملی نهضت مقاومت ملی در مواجهه با دولت کودتا
در نخستین روزهای پس از کودتا دولت فضل‌الله زاهدی تعطیلی ادارات دولتی را در درجه دوم اهمیت قرار داد و اعلام نمود که بازار باز است که نهضت مقاومت ملی با انتشار چند نشریه و اعلامیه و تعطیلی موفقیت‌آمیز بازار فعالیت‌های خود را آغاز نمود.
دومین اقدام نهضت چند روز پس از کودتا در دهه اول محرم در مسجد شاه صورت گرفت؛ روزهای تاسوعا و عاشورا جمعیت کثیری برای عزاداری در این مسجد گرد آمده بودند با سر دادن شعار «مصدق پیروز است» برای رهبر زندانی خود دعا نموده و در حالی که از شبستان و صحن مسجد خارج می‌شدند،
نیروهای نظامی به آنان حمله‌ور شده و در این زد و خورد و تیراندازی شماری زخمی و مجروح شدند. این واقعه به این جهت مورد توجه قرار گرفت که مراسم عزاداری به‌طور سراسری از رادیو پخش می‌شد.
اقدام بعدی، در اعتراض به محاکمه مصدق، دکتر شایگان و مهندس رضوی در ۱۶ مهر صورت گرفت که در آن روز بازار، دانشگاه و مدارس تهران تعطیل شد. دانشجویان دانشگاه تهران، در سه منطقهٔ خیابان پهلوی (ولیعصر فعلی)، چهار راه قوام‌السلطنه و خیابان فردوسی اجتماع نموده و ضمن سر دادن شعار مصدق پیروز است به راهپیمایی و پخش تراکت و اعلامیه پرداختند. در نهایت این تظاهرات توسط مأموران فرماندار نظامی (که ریاست آن با تیمور بختیار بود) و چاقو کشان به رهبری شعبان جعفری وحسین عرب به خشونت کشیده شد و عده‌ای مجروح شدند. خبر تظاهرات گسترده مردم در رسانه‌های خبری جهان بازتاب گسترده‌ای داشت.

## تظاهرات۲۱ آبان
این تظاهرات به عنوان اعتراض به ادامه محاکمه دکتر مصدق در دادگاه نظامی و سایر میلیون صورت پذیرفت. تدارکات نهضت در حدی گسترده بود که سرلشکر نادر باتمانقلیچ، رئیس ستاد ارتش در جمع افسران در سالن آمفی تئاتر دانشکده افسری با اشاره به نهضت مقاومت ملی اعلام کرد که اگر قرار باشد ما ۱۴ میلیون را بکشیم، می‌کشیم تا بر یک میلیون نفر حکومت کنیم.
در روز ۲۱ آبان با وجود کارشکنی‌های عوامل حزب توده در تعطیل نشدن کارخانجات تهران، بازار دانشگاه و مدارس یکپارچه وارد اعتصاب شده دست از کار کشیدند. تظاهر کنندگان در دانشگاه و خیابان بوذرجمهری، ناصرخسرو، شاه آباد (جمهوری) و میدان بهارستان ضمن راهپیمایی و سر دادن شعار با مأمورین نظامی و انتظامی بشدت درگیر شده وعده زیادی از طرفین زخمی شدند و شمار دستگیرشدگان به اندازه‌ای بود که گروه کثیری که در میان آن‌ها کارمند، بازاری، دانشجو، دانش آموز، کارگر، روحانی و طبیب و… حضور داشتند با قطار و خودروهای نظامی به نقاط مختلف کشور از جمله جزیره خارک فرستاده شدند. فردای آن روز کسبه‌ایی که مغازه‌های خود را بسته بودند توسط چاقوکش‌های حکومتی در زیر چتر حمایت نظامیان، غارت شدند. اوباش حکومتی چون از بازگشایی مغازه‌ها ناتوان گشتند قسمت‌هایی از سقف بازار را تخریب کردند.

## ۱۶ آذر
روز ۱۶ آذر نقطه عطفی در مبارزه دانشجویان و مردم علیه استبداد و استعمار می‌باشد. از مهم‌ترین دلایل اعتراضات این روز ورود ریچارد نیکسون به تهران، تجدید روابط با کشور انگلستان و هیجان عمومی به علت محاکمه دکتر مصدق را می‌توان برشمرد. لازم به ذکر می‌باشد که به علت دخالت‌های انگلیس در امور داخلی ایران روابط ایران و انگلستان که از پاییز ۱۳۳۱ توسط محمد مصدق قطع شده بود. نهضت سعی داشت در این روز صدای اعتراض ملت ایران نسبت به ورود انگلیسی‌ها را به گوش جهانیان برساند به همین جهت برنامهٔ آن روز را به کمیته هماهنگی دانشگاه سپرد.
دانشجویان دانشگاه تهران به اعتراض ورود دنیس رایت کاردار سفارت انگلیس از روز ۱۴ آذر وارد تظاهرات دانشگاه شدند. دانشجویان دانشکده‌های حقوق و علوم سیاسی، علوم پایه، دندانپزشکی، پزشکی، داروسازی و فنی دست به تظاهرات پرشوری علیه دولت نامشروع سرلشکر فضل‌الله زاهدی زدند روز ۱۵ آذر ماه دامنهٔ اعتراضات به خارج از دانشگاه کشیده شد و تظاهر کنندگان با نیروهای نظامی درگیر شده و عده‌ای زخمی شدند.
روز ۱۶ آذر سربازان به دستور سرلشکر فضل‌الله زاهدی وارد دانشگاه تهران شدند و در دانشکده فنی به علت حضور یکی از نظامیان برای دستگیری دانشجویان شعار دهنده کار به خشونت کشیده شد. دانشجویان از سر کلاس خارج شدند و علیه حضور نظامیان اعتراض کرده و شعار می‌دهند که نظامیان در سرسرای دانشکده فنی، دانشجویان را به گلوله می‌بندند که طی این واقعه سه نفر به کشته‌شدند.
همان روز گزارش پزشکی قانونی از معاینه پیکرهای مهدی شریعت‌رضوی، مصطفی بزرگ‌نیا واحمد قندچی در روزنامه اطلاعات منتشر شد که در آن آمده بود:
علت فوت سه نفر دانشجویان دانشگاه از طرف اداره پزشکی قانونی چنین تشخیص داده شده‌است:
1. مصطفی بزرگ‌نیا دانشجوی دانشکده فنی بر اثر یک گلوله که از طرف راست سینه وارد شده و از زیر بغل چپ او خارج گردیده فوت کرده‌است.
2. شریعت رضوی دانشجوی مقتول دیگر فقط به علت زخم سرنیزه فوت کرده‌ است.
3. مقتول دیگر احمد قندچی نام دارد و به علت اصابت گلوله‌ای که وارد شکم وی گردیده و احشاء داخلی را پاره نموده درگذشته‌است.

در صبح ورود نیکسون به دانشگاه یکی از مطبوعات با تیتر درشت سه قطره خون، در نامه‌ای سرگشاده خطاب به نیکسون نوشت «آقای نیکسون، ما ایرانیان این آداب و رسوم خاصی داریم که در هنگام ورود مهمان برای او گاو و گوسفند قربانی می‌نماییم. ببینید شما چقدر نزد ما گرانقدر و محترم بودید که برای ورود شما سه تن از بهترین جوانان کشورمان را قربانی کردیم.»
پس از این رویداد علی‌اکبر سیاسی رئیس دانشگاه تهران نیز در جلسه هیئت دولت اعتراض خود را به این مسئله اعلام می‌کند.

## انتخابات دوره هجدهم
انتخابات دوره هجدهم به انتخابات «شعبان جعفری» معروف شد دولت زاهدی در صدد اجرای انتخابات در فضایی آرام بود؛ که نهضت درصدد خنثی کردن آن برآمد و با شعار یا پیروز می‌شویم یا رسوا می‌کنیم وارد کارزار شد. نهضت مقاومت ملی در اعلامیه‌ای تحت عنوان «مظلوم که قبول ظلم می‌کند گناهکارتر از ظالم است» در حوزه‌های رای‌گیر حاضر شد. از مهم‌ترین اقدامات صورت گرفته برای تهیهٔ اسناد و مدارک مبنی بر آزاد نبودن انتخابات، تشکیل سازمان نظارت بر انتخابات بود. نهضت مقاومت ملی ۱۲ تن از کاندیداهای خود را معرفی کرد و از مردم خواست که به آنان رأی دهند. این ۱۲ نفر: احمد رضوی، عبدالله معظمی، سید علی شایگان، محمد علی انگجی، کریم سنجابی، الله‌یار صالح، احمد زیرک‌زاده، سرهنگ احمد اخگر، جلالی موسوی، محمود نریمان، اصغر پارسا و کاظم حسیبی می‌باشند.
مروری بر اسامی چند تن از انتخاب شدگان دوره هیجدهم ماهیت آن را نشان می‌دهد: سید ابوالحسن حائری‌زاده، رهبر اقلیت دوره هفدهم مجلس سید مهدی میراشرافی، مدیر روزنامه آتش و از نقش بازان اصلی کودتا سید جعفر بهبهانی، سیدمصطفی کاشانی، سرتیپ محمد علی صفّاری، رئیس اسبق در دانشگاه تهران ابوالحسن عمیدی نوری، روزنامه‌نگار «فخرآرایی» پلیس تهران و یکی از وابستگان به رضا حکمت (سردار فاخر)، شمس‌الدین جزایری، موسی عمید، محمد درخشش، حسن افشار، شمس قنات‌آبادی، مهندس کاظم جفرودی، ارسلان خلعتبری.
سازمان نظارت بر انتخابات نهضت مقاومت ملی با ارائهٔ اسناد و مدارک بی‌شمار از تخلفات و تقلبات گسترده مراتب را ضمن اعلام جرم به دیوان عالی کشور و مجلس تسلیم نمود و همچنین به سازمان ملل نیز شکایت کرد. خبرنگاران خارجی را از چگونگی برگزاری انتخابات آگاه نمود و نقشه حکومت را برای مشروع نشان دادن مجلس و مصوبات آن نقش بر آب کرد.

## اعتراض به قرارداد کنسرسیوم
در نتیجه مذاکراتی که علی امینی وزیر دارایی با سرپرست هیئت نمایندگی کنسرسیوم هوارد پیج داشت دکتر امینی، در مهرماه ٬۱۳۳۳ لایحه قرارداد را به مجلس برد. در مقدمه نطق خود به ذلت بار بودن قرارداد تلویحاً اعتراف کرد و گفت: ما موفق شدیم قرارداد را به این شکل تنظیم کنیم ولی در این شرایط، امکانی جز آنچه تقدیم می‌شود نبود.
نهضت برای آگاه کردن مردم به ماهیت قرارداد دست به سلسه اقدامات مهمی زد و با انتشار سه نشریه و اعلام عدم انطباق قرارداد کنسرسیوم با قانون ملی شدن صنعت نفت سعی در روشن نمودن اذهان و وجدان بیدار جامعه نمود. همچنین نظریات محمد مصدق دربارهٔ امضای قرارداد مذکور را به دیوان عالی کشور فرستاد.
حزب ایران نیز در خرداد ۳۳ با انتشار کتابچه‌ای تحت عنوان «تاریخچه نفت و راه حل این مشکل» معایب قرارداد کنسرسیوم را برشمرده و به آن اعتراض کرد. همچنین در مهر ۳۳ اطلاعیه‌ای در رابطه با قرارداد امینی - پیج» توسط این حزب منتشر می‌شود که آن را بدتر از «قرارداد ننگین ۱۹۳۳ توصیف می‍کند.
درمجلس شورای ملی نیز، اندک نمایندگانی مانند درخشش ٬شمس قنات‌آبادی و حائری زاده با لایحه مخالفت کردند. در مجلس سنا دیوان بیگی، جعفر شریف‌امامی و محمود حسابی و ابوالفضل لسانی از مخالفین بودند.
نهضت نامه‌هایی به زبان انگلیسی، فرانسه و فارسی تهیه نمود و به اعضای هیئت نمایندگی قرارداد کنسرسیوم که به تهران آمده بودند و خارجیان مقیم ایران ارسال نمود.
همچنین نامه‌ای سرگشاده و اعتراض آمیزی توسط چهره‌های دانشگاهی، سیاسی و مذهبی خطاب به نمایندگان مجلس ملی و سنا منتشر شد که موجب اخراج استادان دانشگاه بر خلاف آیین‌نامه و مقررات دانشگاه گردید.
اسامی استادان امضاکننده این نامه ر عبداله معظمی، مهندس خلیلی، مهندس مهدی بازرگان، دکتر یدالله سحابی، دکتر جناب، دکتر محمد قریب، دکتر نعمت‌اللهی، دکتر رحیم عابدی، مهندس عباس امیرانتظام، دکتر اسدالله بیژن، دکتر میربابایی، مهندس منصور عطائی می‌باشند.

## احزاب تشکیل دهندهٔ نهضت مقاومت ملی
از احزاب و گروه‌های تشکیل دهنده نهضت مقاومت ملی ایران می‌توان به احزاب زیر اشاره نمود
1. حزب مردم ایران
2. حزب ایران
3. حزب ملت ایران
4. حزب سوسیالیست
5. سازمان پان ایرانیسم
6. جامعه بازاریان ملی و مسلمان
7. هیئت علمیه تهران
8. سازمان دانش جویان ملی

یکی دیگر از این احزاب علاقه‌مند حزب نیروی سوم بود که به دلیل انشعابی که در این حزب پیش‌آمد حزب سوسیالیت به رهبری محمدعلی خنجی به نهضت پیوست و عضویت جامعه سوسیالیست به رهبری خلیل ملکی پس از بررسی از سوی رهبری نهضت مقاومت ملی به دلیل ملاقات مخفیانه با شاه و پول گرفتن از دربار برای تأمین مخارج حزب و ارگان روزنامه رسمی حزب نیروی سوم، مخالفت با مواضع مصدق و انتشار اعلامیه قبول کودتا و حمایت از دولت سرلشکر فضل‌الله زاهدی مورد پذیرش واقع نشد.

## تشکیلات (کمیته اجرایی)
کمیته‌های اصلی مرکب از ۵ کمیته: کمیته همکاری مرکب از نمایندگان احزاب و گروه‌ها، کمیته فنی افزایش حوزه‌های آمار و بایگانی، کمیته ادارات و کارخانجات، کمیته محلات، شرکت‌ها و بنگاه‌های ملی و اتوبوسرانی و کمیته دبیران.

## کمیته مرکزی
این کمیته شامل چهار بخش بود:
1. هیئت اجرائیه
2. کمیسیون چهارگانه (تشکیلات تهران، تشکیلات شهرستان‌ها، مالی و تبلیغات)
3. کمیته هفتگانه تهران (کارگری، دهقانی، دانشگاه، مدارس، ادارات، محلات و بازار)
4. شاخه‌های کمیته‌ها، حوزه‌های هر شاخه بود.

## کمیسیون چهارگانه
شامل بخش‌های زیر بود:
مسئول کمیسیون و عضو هیئت اجرائیه تشکیلات تهران و شهرستانها، مسئول کمیسیون توزیع، مسئول کمیسیون بازرسی، مسئول کمیسیون آنکت، رابط تشکیلات با تک تک مسئولین کمیته‌های تهران و شهرستانها.
کمیسیون مالی: مسئول کمیسیون و عضو هیئت اجرائیه، رابط کمیسیون مالی با تک تک مسئولین مالی کمیته‌های تهران و شهرستانها.
کمیسیون تبلیغات: مسئول کمیسیون و عضو هیئت اجرائیه، مسئولین کمیته‌های اطلاعات، تبلیغات (وظیفهٔ این کمیته تبلیغات داخلی (درون سازمانی)، کشوری، تبلیغات میان ایرانیان مقیم خارج و داخل) وانتشارات.

## کمیتهٔ هفت‌گانه
کارگری، دهقانی، دانشگاه، مدارس، ادارات، محلات و بازار مسئول کمیسیون و عضو هیئت اجرائیه تشکیلات تهران و شهرستانها، مسئول کمیسیون توزیع، مسئول کمیسیون بازرسی، مسئول کمیسیون آنکت، رابط تشکیلات با تک تک مسئولین کمیته‌های تهران و شهرستانها.

## کمیته دانشگاه
از نخستین افرادی که این کمیته را بنیان نهادند حیدر رقابی (هاله)، ابراهیم یزدی، پورفر، مصطفی چمران، باقر رضوی، مسعود حجازی، رضا کاشفی و ابوالحسن قندهاران بودندو سپس مهندس عزت‌الله سحابی، جهانگیر عظیما، عباس روافیان (بعدهاعباس امیرانتظام نام گرفت) و عباس شیبانی و جمعی دیگر به آن پیوستند.

## کمیتهٔ بازار
از سازمان دهندگان این کمیته حاج محمدحسن شمشیری، حاج حسن قاسمیه، حاجمحمود مانیان، عباس رادنیا، حسن میر محمد صادقی، حاج محمد تقی انواری، ابراهیم کریم آبادی، حاج احمد حریری، حاج نوروز علی لباسچی، حاج محمد حسین راسخ افشار، احمد توانگر، فولادی، تحریریان، حاج حسین اتفاق، حسین شاه‌حسینی و صالحی نیا می‌باشند.

## کمیته روحانیون
در این کمیته سید ضیاء الدین حاج سید جوادی، جلالی موسوی، سید محمود طالقانی، غروی و حضرات رضوی قمی، شیخ آقا بزرگ تهرانی و رسولی و… فعالیت می‌کردند.

## کمیته بین الاحزاب
در این کمیته داریوش فروهر، محمدعلی خنجی، محمد نخشب، حسین راضی، علی شریعتمداری، شاپور بختیار، عبدالحسین دانشپور، علی اکبر نوشین و معین‌الدین مرجایی عضویت داشتند که از اهم فعالیتشان هماهنگ ساختن احزاب سیاسی با دیگر ارگان‌ها بود. این افراد به نمایندگی از احزاب ملی‌گرای آن زمان یعنی احزاب:حزب ایران- حزب ملت ایران- حزب مردم ایران - حزب پان ایرانیست- حزب سوسیالیت. هیئت علمیه تهران فعالیت داشتند.

## کمیته انتشارات و تبلیغات
این کمیته یکی از مهم‌ترین بخش‌های نهضت بود و در سال‌های فعالیت خود نقش بسزایی در پیشبرد اهداف آن ایفا نمود. این کمیته به‌طور مخفی با تهیهٔ ماشین‌های پلی کپی توانست با انتشار نشریات، تراکت‌ها، اعلامیه‌ها و خبرنامه‌ها به ویژه خبرنامه راه مصدق ارگان رسمی این سازمان و و حاشیه بی‌حاشیه، خوزستان مصدق، مکتب مصدق، و نهضت مصدق نشریات دیگری بودند که نهضت منتشر می‌کرد و گام مهمی در آگاه‌سازی مردم بردارد. اعضای کمیته انتشارات که وظیفه آن‌ها تهیه اخبار و مقالات و انتشار آن بود را مهدی بازرگان، محمدعلی خنجی، فتح‌الله بنی‌صدر، عزت‌الله سحابی، جهانگیرعظیما، مسعود حجازی، محمد پورسرتیپ، عبدالحسین دانشپور، حسین سکاکی، محمد حسن خرمشاهی، عباس شیبانی، عباس سمیعی و ابولقاسم رضوی تشکیل می‌دادند.

## کمیته اجرائی
این کمیته رابط بین کمیتهٔ مرکزی و هماهنگ‌کننده با سایر کمیته‌ها و در واقع قلب نهضت مقاومت بحساب می‌آمد اعضای این کمیته مهدی بازرگان، یدالله سحابی، فتح‌الله بنی‌صدر، رحیم عطایی، عباس رادنیا، عباس شیبانی، ابراهیم کریم آبادی، نصرت‌الله امینی، عبدالحسین دانشپور، ابوالفضل مرتاضی لنگرودی، محمد پور سرتیپ و در شهرستان‌ها علی شریعتی، طاهر احمدزاده، احمد آسایش و عاملی زاده بودند. لازم به ذکر می‌باشد افراد سرشناس دیگری نیز با این کمیته به صورت غیرمستقیم همکاری می‌نمودند که از شاخص‌ترین این افراد می‌توان به علامه دهخدا، عبدالله معظمی، الله‌یار صالح، عبدالحسین اردلان، شمس‌الدین امیرعلائی، سید باقر کاظمی، کمال الدین جناب، اسدالله بیژن، مهندس ابوطالب گوهریان، سید رضا فیروزآبادی و محمد قریب اشاره نمود.

## اعضای شاخص عضو نهضت مقاومت ملی
اعضای کادر رهبری: سید رضا زنجانی، یدالله سحابی، مهدی بازرگان، حسین فولادی، فتح‌الله بنی‌صدر، حسین شاه‌حسینی، محمد نخشب، حسن قاسمیه، داریوش فروهر، حسین راضی، محمدعلی خنجی، مسعود حجازی، ناصر صدر الحفاظی و رحیم عطایی، غلامرضا تختی.

## دلایل ناکامی
نهضت مقاومت ملی از سال ۳۲ تا ۳۴ در بازار و دانشگاه‌ها نسبتاً فعال بود و از ۱۳۳۵ به‌تدریج از شدت فعالیت آن کاسته شد و فعالیت‌ها آن به افول گرایید. ازجمله دلایل ناکامی نهضت می‌توان به دستگیری گسترده سران نهضت به ویژه سید رضا زنجانی و اعضای کمیته مرکزی بدنبال انتشار بیانیه‌ای تحت عنوان «در مقابل این توطئه بیدار باشیم» که در فروردین ۱۳۳۴، اشاره نمود بازداشت دستگیرشدگان تا پاییز همان سال ضربه جبران‌ناپذیری بر بدنه نهضت مقاومت ملی وارد نمود و انتشار جزوه نفت باعث دستگیری گسترده دیگری شد که رهبران نهضت از جمله سید رضا زنجانی، سید ابراهیم میلانی، انگجی، محمد مجتهد شبستری، عباس سمیعی و دکتر محمدعلی خنجی دستگیر، زندانی یا تبعید شدند سپس تا سال ۱۳۳۶ بازداشت‌های مکرر اعضای نهضت باعث فرسایش نیروهای مؤثر گردید و آرام آرام ضعیف و ناتوان گردید. در پی آن، نهضت کاملاً تضعیف شد و شورای مرکزیِ پانزده نفره آن، بر اثر اختلافات داخلی و فشارهای سیاسی، به هشت نفر کاهش یافت. نهضت، نیروهای خود را تا بدانجا از دست داد که برای پخش اعلامیه، دو تن از اعضای شورای مرکزی، مهدی بازرگان و شاپور بختیار، را به کار گرفتند و در حقیقت عملاً فعالیتش تعطیل شد. هسته‌ها و واحدهای کوچک و محفلیِ مستقل به فعالیت خود مخفیانه ادامه می‌دادند. شاخه‌ای به خارج از کشور رفتند و در اروپا، به ویژه آلمان، و در آمریکا به فعالیت‌های سیاسی علنی، نیمه علنی و مخفی خود ادامه دادند و در سال‌های بعد از بنیان‌گذاران کنفدراسیون شدند.
نهضت مقاومت ملی را بی شک می‌توان فصل جدیدی در تاریخ مبارزاتی کشور و نتیجهٔ یک دهه کوشش و فعالیت در جهت استقلال، آزادی و استقرار حاکمیت ملی بحساب آورد و توانست در بزنگاه تاریخی، در روزهایی که آمریکا و انگلیس در مقابل خواست یک ملت ایستادند و از منافع استراتژیک خود به هر قیمتی دفاع نمودند، وارد صحنهٔ کارزار شود و طی بیست ماه فعالیت زیر زمینی منظم در جهت متشکل نمودن نیروها و آموزش آن‌ها گام موٍثری در مبارزات پیشرو ایفا نمایند. این سازمان برای نخستین بار بود که تمامی نیروها با هر تفکر، آیین و مسلکی اعم از ملی، مذهبی و روحانی را گرد هم آورد و بوسیلهٔ آن‌هایی که داعیهٔ جاه و مقام نداشتند و به اصالت جنبش ضد استعماری ملت ایران وفادارمانده بودند برای هدفی مشخص و مشترک، بی‌ریا بدور از خودشیفتگی، خودخواهی و نخوت تلاش و از جان گذشتگی نمودند، پایه‌ریزی شد. می‌توان این دوره را از این حیث حائز اهمیت دانست که تأثیر شگرف این مبارزات سهم بسزایی در رقم خوردن تحولات در سال‌های بعد، سال‌های ۳۹ تا ۴۲،جبهه ملی ایران (دوم)، واقعه ۱۵ خرداد۴۲ و سپس در دوران انقلاب اسلامی داشت.